# 慶長古活字版源氏物語
慶長古活字版源氏物語（けいちょうこかつじばんげんじものがたり）とは、源氏物語の版本の一つ。

## 概要
慶長年間（1596年 - 1615年）初期の刊行と見られる源氏物語の版本であるため「慶長古活字版（源氏物語）」と呼ばれる。1面10行で構成されていることから「十行古活字本（源氏物語）」とも呼ばれる。刊記も跋文も無いため出版元や正確な出版時期など不明の点も多い。他の古活字本源氏物語と同じく注釈や挿絵などを含まず源氏物語の本文のみを内容としている「素源氏」と呼ばれるものに属する。

## 慶長古活字版の発見
数多くの古活字版源氏物語を調査した文献学者・書誌学者の川瀬一馬は、それまでに知られていた「嵯峨本」と「元和九年の刊記を持った版本」の他に寛永版2種が存在することを明らかにしたが、さらにその後の調査で伝嵯峨本に先行するこの「慶長版」の竜門文庫蔵本を発見し、この「慶長版」があらゆる古活字本源氏物語の中で最も古いものであるとした。

## 出版時期
川瀬一馬はこの「慶長古活字版源氏物語」について
- この『慶長古活字版源氏物語』と『徒然草』（安田文庫蔵本）・『今春流謡本』が同じ活字を使用して印刷されていると見られること
- この三者の中では『今春流謡本』の活字が最も疲弊しており最も遅い刊行であると見られること
- 『今春流謡本』の刊行時期は「慶長6年3月5日に後陽成天皇に女房奉書を賜った」とする『言経卿記』の記述から考えてそれ以後であると見られること。

から慶長古活字版の刊行は慶長6年以前であり、源氏物語のあらゆる刊本の中で最も時代的に古い最初の刊本であるとした。この川瀬の推定については、『今春流謡本』の出版時期の推定などについて異論も出されているものの、文字（活字）の形や文字の配置などから見て整版本や代表的な古活字本である伝嵯峨本などと比べて稚拙であり、「源氏物語のあらゆる刊本の中で最も時代的に古い最初の刊本である」という点については動かないとされる。

## 現存する本
一般的に古活字版は整版本と比べて一つの版木から印刷される「同じ本」の数が整版本は約2万とされるのに対し古活字版は約100が上限とされるなど同じ本が作成される数がかなり少ない。この「慶長古活字版源氏物語」については現存することが確認されている本はわずかに以下の三本しか無い。これらの三本は、表紙の色が紺色か香色（黄色）かや題箋の位置が中央に貼られているかそれとも右肩に貼られているかなどがそれぞれ異なっている。
- 実践女子大学蔵本
黒川真頼旧蔵本。蓬生1帖を欠く53帖が現存する。その他柏木も一部を欠く。桐壺から末摘花までの間に湖月抄から持ってきた注釈の書き入れがある[7][8][9][10]。
- 竜門文庫蔵本
蓬生・椎本2帖を欠く52帖。若紫・明石・澪標・柏木・宿木・東屋の6帖が補写であり、桐壺・帚木・須磨・明石・澪標・関屋・絵合・松風・薄雲・朝顔・少女・玉鬘の12巻には補写の巻と同じ筆跡で注記の書き入れが見られる[11]。
- 一誠堂書店創業九十周年記念古典籍善本展示即売会目録（平成５年）掲載本
卜部吉田家旧蔵とされる。